# Tomášovy vrchy
Tomášovy vrchy (719 m n. m.) jsou kopec v Krkonošském podhůří. Leží asi 0,6 kilometru severně od středu vesnice Sklenařice (části Vysokého nad Jizerou), na jejímž katastrálním území se také nachází. Severně od Tomášových vrchů leží obec Paseky nad Jizerou. Vrchol je volně přístupný.

## Název
Ivana Šmejdová v Malém slovníku krkonošských názvů uvádí, že podle pověsti byl vedoucím tamějších dolů Angličan Thomas, po němž kopec získal své jméno. Uvádí také, že německý název kopce nebyl zjištěn. Turistický atlas Jizerské hory a Ještědský hřbet 1 : 25 000 uvádí německý název Glaserdorfer Berg, což doslova znamená Sklenařická hora – německý název Sklenařic byl Glaserdorf.
Dříve užívané názvy byly také Tomáškovy vrchy, Tomášova vrcha či Tomášské návrší.

## Okolí
Na západním úbočí se nachází Tomášův kříž a u něj stejnojmenné rozcestí, kde se kříží žlutě značená turistická trasa (Jablonec nad Jizerou – Hvězda) s modrou turistickou trasou (Dolní Kořenov – Bozkov). Na jižním úbočí se v zástavbě Sklenařic nachází památkově chráněný statek U Tomášů.